# Copaifera guyanensis
Copaifera guyanensis är en ärtväxtart som beskrevs av René Louiche Desfontaines. Copaifera guyanensis ingår i släktet Copaifera, och familjen ärtväxter. Inga underarter finns listade i Catalogue of Life.